# Sailly-Labourse
Sailly-Labourse là một xã trong tỉnh Pas-de-Calais, vùng Hauts-de-France, Pháp.

## Địa lý
Sailly-Labourse là một xã nông trại và công nghiệp nhẹ, có cự ly khoảng 3 dặm (4,8 km) về phía đông nam Béthune and 24 dặm (38,6 km) về phía tây nam của Lille, tại giao lộ của các tuyến đường D943 và D65.

## Dân số
| 1962                                                              | 1968 | 1975 | 1982 | 1990 | 1999 | 2006 |
| ----------------------------------------------------------------- | ---- | ---- | ---- | ---- | ---- | ---- |
| 1948                                                              | 1957 | 1889 | 1750 | 1938 | 2013 | 2140 |
| Số liệu điều tra dân số tính từ năm 1962, dân số chỉ tính một lần |      |      |      |      |      |      |

## Địa điểm nổi bật
- Nhà thờ St. Maurice, thế kỷ 16.
- Lâu đài thế kỷ 18 Prés.